# 忽都
忽都（12世纪—1217年），又译作忽秃、忽图、和都、火都、霍都。蒙古帝国建立前，兀都亦惕蔑儿乞部首领之一。脱黑脱阿之子，《史集》作脱黑脱阿之弟。
忽都随脱黑脱阿屡次与蒙古部争战。1198年，被克烈部王罕击败，归降。1199年，乘王罕被乃蛮部撒卜勒黑袭击之机，逃到巴尔古津河流域，回到脱黑脱阿身边。1200年，和哈答斤、散只兀等十一部在阿雷泉会盟，联兵进攻蒙古部铁木真和克烈部王罕，在捕鱼儿海（贝尔湖）兵败。1201年，又和诸部在根河会盟，推举札木合为古尔汗，袭击铁木真，又在海拉尔河兵败。1202年，联合乃蛮、朵儿边、哈答斤、散只兀在阔亦田之战，战败于王罕和铁木真。1204年，在撒里川被铁木真击败，他和脱黑脱阿投奔乃蛮太阳汗，他的妻子脱列哥那被蒙古人擒获，成为铁木真三子窝阔台的第六夫人，后来元定宗贵由的生母。后来忽都逃到额尔齐斯河一带。1208年，被蒙古军追击，脱黑脱阿被杀，于是逃到畏兀儿地区。1217年，在垂河被蒙古大将速不台所杀。

## 延伸阅读
[在维基数据编辑]
 《新元史/卷152》，出自柯劭忞《新元史》